# Hold Me Tight (film)
Pour les articles homonymes, voir Hold Me Tight (homonymie).
Pour plus de détails, voir Fiche technique et Distribution.
Hold Me Tight est un film américain réalisé par David Butler, sorti en 1933.

## Fiche technique
- Titre : Hold Me Tight
- Réalisation : David Butler
- Scénario : Gladys Lehman
- Photographie : Arthur C. Miller
- Montage : Irene Morra
- Pays d'origine : États-Unis
- Format : Noir et blanc - 1,37:1
- Genre : drame
- Date de sortie : 1933

## Distribution
- James Dunn : Chuck
- Sally Eilers : Molly
- Frank McHugh : Billy
- June Clyde : Dottie
- Clay Clement : Blair